# Chanéac
Chanéac là một xã ở tỉnh Ardèche, vùng Rhône-Alpes ở đông nam nước Pháp.

## Hình ảnh

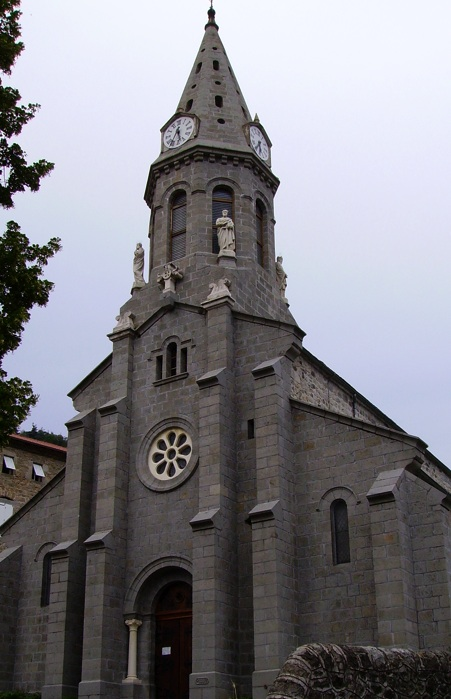
Nhà thờ Chanéac's
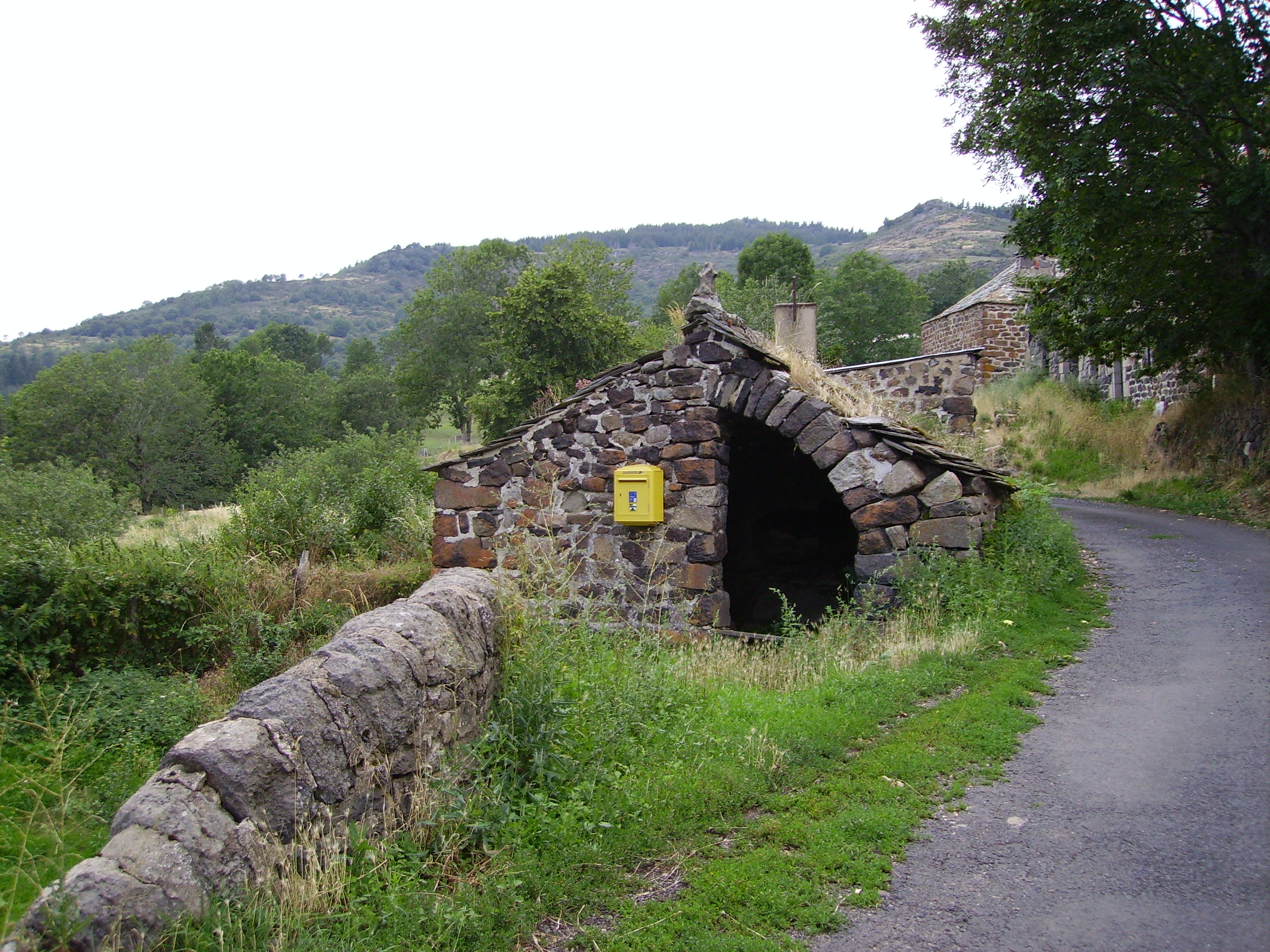
The hamlet of Serres in the town of Chanéac